# A New Day Has Come
A New Day Has Come é o título do 28º disco (9º em inglês) da cantora canadense Celine Dion. O álbum marca o retorno de Celine após uma pausa de dois anos em sua carreira.

## Informações sobre o álbum
A New Day Has Come é o primeiro álbum de inéditas de Céline Dion lançado deste o disco de canções natalinas These Are Special Times, de 1998. Entre esses lançamentos a cantora havia lançado apenas duas coletâneas: All the Way... A Decade of Song e The Collector's Series, Volume One.
Em 2000, Celine havia anunciado que se afastaria por um tempo do cenário musical para ter um filho e para ficar ao lado de seu marido, René Angélil, em quem havia sido diagnosticado um câncer na garganta.
Assim, em 2002, Celine Dion retornou com o disco A New Day Has Come, que revelou um lado mais pessoal e maduro na carreira da cantora. "Tornar-se mãe faz você crescer", afirmou Celine. Ela continua: "O 'novo dia que chegou' para René e para mim e o nosso bebê. Todo o álbum tem a ver com o bebê… Essa música ["A New Day Has Come"] representa muito bem como me sinto neste momento. Ela representa o álbum inteiro".
Entre os destaques do álbum, há os singles "I'm Alive" (que integra a trilha sonora do filme Stuart Little 2), "A New Day Has Come" (que aparece no disco em duas versões diferentes) e "Goodbye's (The Saddest Word)" (com backing vocals de Shania Twain e escrita pelo marido desta, Robert John "Mutt" Lange).
Para o disco, Celine gravou a famosa canção "At Last", um clássico de Etta James, e "Nature Boy", originalmente conhecida na voz de Nat King Cole. Há também uma adaptação em espanhol da música "L'Amour Existe Encore" (do disco de Celine chamado Dion chante Plamondon, de 1991), que recebeu o nome "Aún Existe Amor". "The Greatest Reward" é uma adaptação da canção "L'Envie D'Aimer", integrante do musical francês The Ten Commandments (em português, Os Dez Mandamentos). A faixa "Ten Days"  é uma adaptação de "Tomber", um sucesso francês de Gérald De Palmas.
Entre o material realmente inédito do álbum, há "I Surrender", que embora não tenha sido um single, tornou-se escolha constante de participantes de reality shows musicais. Kelly Clarkson cantou "I Surrender" durante as etapas do American Idol, e vários calouros também fizeram suas versões da música. Na realidade, "I Surrender" chama a atenção pela habilidade vocal que Celine Dion demonstra ao cantá-la.
As canções "Have You Ever Been In Love" e "Sorry For Love", embora presentes neste disco, também foram incluídas no disco seguinte, One Heart, de 2003 (porém "Sorry For Love" recebeu uma versão menos dançante).
A edição americana de A New Day Has Come não contém a faixa "Super Love". Edições especiais do álbum trazem também como faixas bônus "All Because Of You" e "Coulda Woulda Shoulda" (esta última lançada também um ano depois no disco One Heart), além de um DVD com o clipe de "I'm Alive" e com o making off da residência em Las Vegas "A New Day…".

## Faixas

### Edição para os EUA
1. "I'm Alive"
2. "Right In Front Of You"
3. "Have You Ever Been In Love"
4. "Rain, Tax (It's Inevitable)"
5. "A New Day Has Come" [Radio Remix]
6. "Ten Days"
7. "Goodbye's (The Saddest Word)"
8. "Prayer"
9. "I Surrender"
10. "At Last"
11. "Sorry for Love"
12. "Aún Existe Amor"
13. "The Greatest Reward"
14. "When The Wrong One Loves You Right"
15. "A New Day Has Come"
16. "Nature Boy"

### Edição Internacional
1. "I'm Alive"
2. "Right In Front Of You"
3. "Have You Ever Been In Love"
4. "Rain, Tax (It's Inevitable)"
5. "A New Day Has Come" [Radio Remix]
6. "Ten Days"
7. "Goodbye's (The Saddest Word)"
8. "Prayer"
9. "I Surrender"
10. "At Last"
11. "Sorry for Love"
12. "Aún Existe Amor"
13. "Super Love"
14. "The Greatest Reward"
15. "When The Wrong One Loves You Right"
16. "A New Day Has Come"
17. "Nature Boy"

### Edição Limitada com DVD
CD
1. I'm Alive
2. Right In Front Of You
3. Have You Ever Been In Love
4. Rain, Tax (It's Inevitable)
5. A New Day Has Come [Radio Remix]
6. Ten Days
7. Goodbye's (The Saddest Word)
8. Prayer
9. I Surrender
10. At Last
11. Sorry for Love
12. Aún Existe Amor
13. The Greatest Reward
14. When The Wrong One Loves You Right
15. A New Day Has Come
16. Nature Boy

DVD
1. All Because Of You [Áudio]
2. Coulda Woulda Shoulda [Áudio]
3. I'm Alive [International Vídeo]
4. A New Day… Preview [Vídeo]

(*)Esta versão contém uma estrofe a mais do que a contida na edição padrão.

## Sucesso comercial
A New Day Has Come vendeu nos Estados Unidos 558.000 cópias na primeira semana do lançamento. O álbum já estreou na lista dos mais vendidos em primeiro lugar e, até o momento, foi certificado como triplo-platina (ao todo, já vendeu só nos EUA 3.500.000 cópias).
O IFPI (International Federation of the Phonographic Industry) atesta que A New Day Has Come foi o quinto disco mais vendido de 2002. Até o presente momento, já foram vendidas cerca de 10 milhões de cópias em todo o mundo, o que garantiu-lhe a primeira posição em vários países. No Canadá e na Suíça, o disco permaneceu no primeiro lugar na lista dos mais vendidos por sete semanas.

## Recepção pela crítica
| Críticas profissionais | Críticas profissionais |
| Avaliações da crítica  | Avaliações da crítica  |
| Fonte                  | Avaliação              |
| ---------------------- | ---------------------- |
| allmusic               | [ 2 ]                  |

Apesar do grande sucesso que o álbum teve no campo comercial, as críticas quanto ao trabalho foram bem diversas. Ao passo que, para os fãs, o disco é considerado um dos melhores que Celine já fez, certos críticos não foram tão otimistas. Alguns sugeriram que A New Day Has Come era "esquecível" e que as letras até mesmo eram "sem vida".
Rob Sheffield, da revista Rolling Stone, e Ken Tucker, do Entertainment Weekly, afirmaram que a música de Celine Dion não amadureceu nada durante esse espaço de tempo e classificaram sua música como fútil e medíocre. Sal Cinquemani, da revista Slant, classificou o álbum como "uma longa coleção de canções melosas, bobas e banais".
Mas o álbum também coletou muitas opiniões favoráveis. A revista Q, de Maio de 2002, deu 3 (de um total de 5) estrelas para A New Day Has Come, e relata: "[Celine] é boa demais, nem precisa tentar impressionar. Ela soube trabalhar bem com a suave faixa-título, com as 'power ballads' e também com o Eurodisco, tudo com graça e elegância. Stephen Thomas, do All Music Guide escreve: "Não importa o seu gosto musical… você deve admirar a construção do álbum, visto ser quase tão perfeita quanto possível… [O disco] não se desvia do público tradicional de Celine, mas ao mesmo tempo dá seus passos em direção à música moderna."